# Jazd
Jazd (pers. یزد) – miasto w środkowym Iranie, w oazie, u północnego podnóża gór Kuh-e Rud, ośrodek administracyjny ostanu Jazd. Około 505 tys. mieszkańców (2006).
Miasto położone jest na styku Wielkiej Pustyni Słonej i Pustyni Lota. Należy do najbardziej suchych zamieszkanych rejonów kraju, ze średnią roczną sumą opadów 60 mm i amplitudą temperatur sięgającą od około 0 st. C w styczniu do blisko 40 st. C w lipcu. Skąpe opady i brak naturalnych cieków zmusiły mieszkańców do pozyskiwania wody z pobliskich gór za pomocą rozbudowanego systemu podziemnych kanałów. W mieście znajduje się Muzeum Wody, całkowicie poświęcone temu tematowi.

## Historia
Dzieje Jazdu sięgają 3000 lat wstecz, do czasów imperium Medów, gdy znane było pod nazwą Issatis. Obecna nazwa pochodzi od imienia władcy sasanidzkiego Jezdegerda I. Samo słowo Yazd znaczy Bóg. Po najeździe Arabów w VII wieku stało się schronieniem dla zaratusztrian uciekających przed przymusową konwersją na islam. Do dziś jest jednym z ważniejszych ośrodków tej religii. Z powodu odosobnienia i otoczenia nieprzyjaznym, pustynnym terenem, Jazd uniknął zniszczeń podczas wielu wojen toczących się na pobliskich terytoriach. Ponownie udzieliło schronienia uciekinierom w trakcie mongolskich podbojów pod wodzą Czyngis-chana.
W 1272 roku Marco Polo odwiedził Jazd, wspominając je jako miejsce powstawania wysokiej jakości jedwabnych tkanin.
Prawdopodobnie podczas panowania Timurydów obecny kształt zyskała największa w mieście świątynia – Meczet Piątkowy (zwany też Meczetem Kongregacji).
W 2017 roku historyczne miasto Jazd zostało wpisane na listę światowego dziedzictwa UNESCO.

## Klimat
Jazd jest najbardziej suchym z dużych miast w Iranie. Średnia roczna suma opadów wynosi 60 mm. Jednocześnie jest jednym z najgorętszych rejonów kraju, ustępując tylko wybrzeżu Zatoki Perskiej. Temperatury latem często przekraczają 40 °C, przy znikomej wilgotności powietrza.
Suche i gorące warunki sprawiły, że na przestrzeni wieków w Jazd powstała gęsta sieć qanatu, a wiele domów zostało wyposażonych w badgiry – typowe dla Iranu łapacze wiatru, służące do klimatyzowania pomieszczeń mieszkalnych. Pomimo zastępowania nowoczesną klimatyzacją do dziś wieże te stanowią jeden z dominujących elementów krajobrazu miasta.
| \| I \| II \| III \| IV \| V \| VI \| VII \| VIII \| IX \| X \| XI \| XII \| \| 0.5 54 31 \| 0.3 60 35 \| 0.5 68 44 \| 0.3 80 54 \| 0.2 90 63 \| 0 100 72 \| 0 103 76 \| 0 100 71 \| 0 94 63 \| 0.1 82 52 \| 0.2 68 41 \| 0.4 58 33 \| \| Temperatury w °F Opad całkowity w calach \| \| \| \| \| \| \| \| \| \| \| \| |           |           |           |           |          |          |          |         |           |           |           |
| I | II        | III       | IV        | V         | VI       | VII      | VIII     | IX      | X         | XI        | XII       |
| 0.5 54 31 | 0.3 60 35 | 0.5 68 44 | 0.3 80 54 | 0.2 90 63 | 0 100 72 | 0 103 76 | 0 100 71 | 0 94 63 | 0.1 82 52 | 0.2 68 41 | 0.4 58 33 |
| Temperatury w °F Opad całkowity w calach |           |           |           |           |          |          |          |         |           |           |           |

| I                                        | II        | III       | IV        | V         | VI       | VII      | VIII     | IX      | X         | XI        | XII       |
| 0.5 54 31                                | 0.3 60 35 | 0.5 68 44 | 0.3 80 54 | 0.2 90 63 | 0 100 72 | 0 103 76 | 0 100 71 | 0 94 63 | 0.1 82 52 | 0.2 68 41 | 0.4 58 33 |
| Temperatury w °F Opad całkowity w calach |           |           |           |           |          |          |          |         |           |           |           |

## Galeria

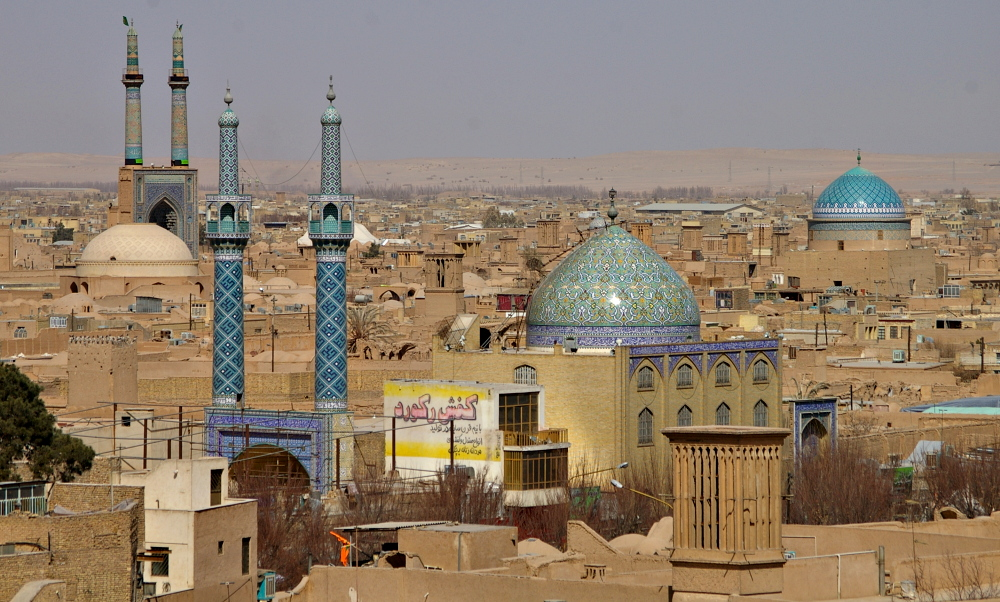
Panorama miasta z kompleksu Amir Czakmagh
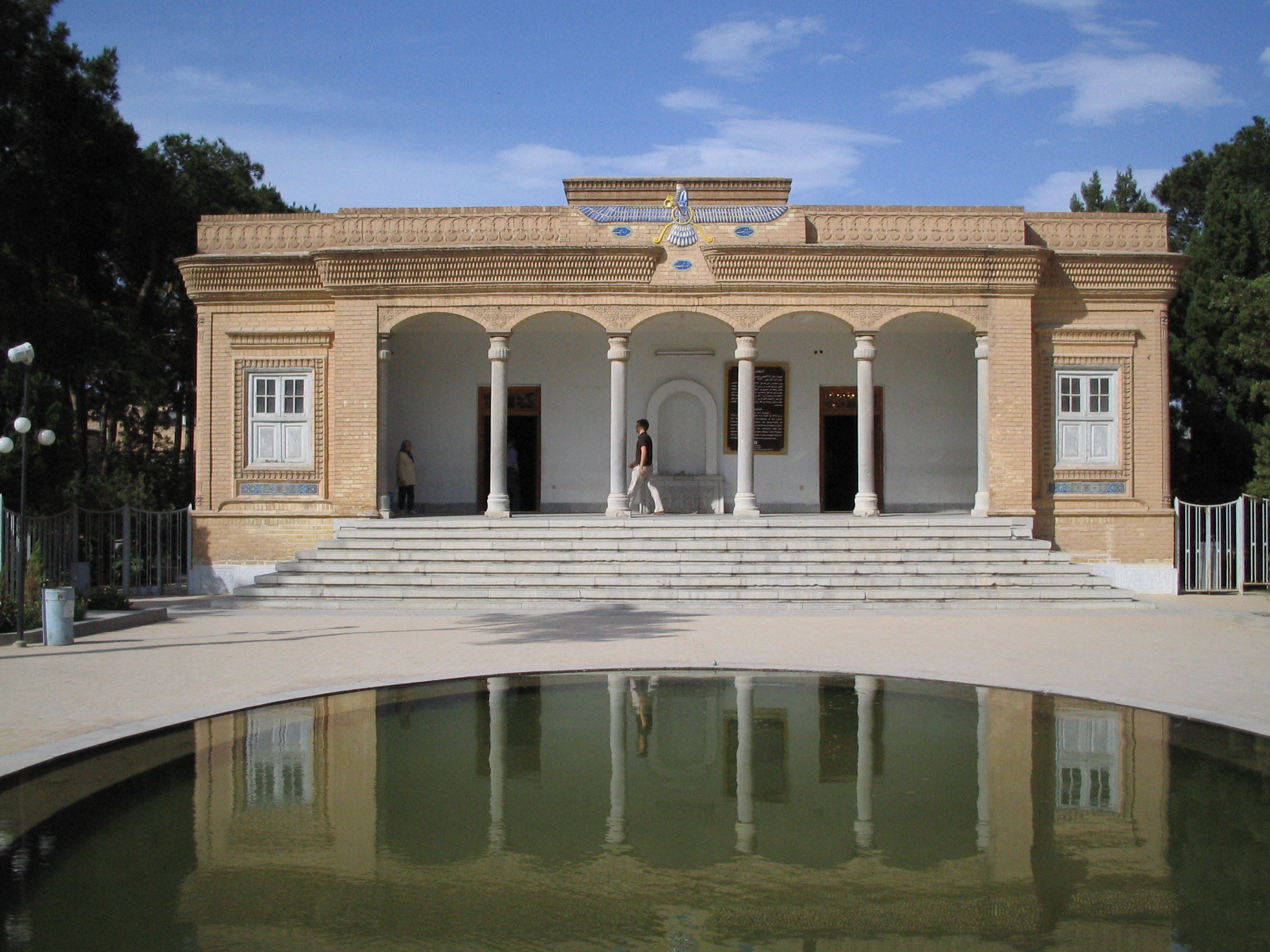
Zaratusztriańska świątynia ognia
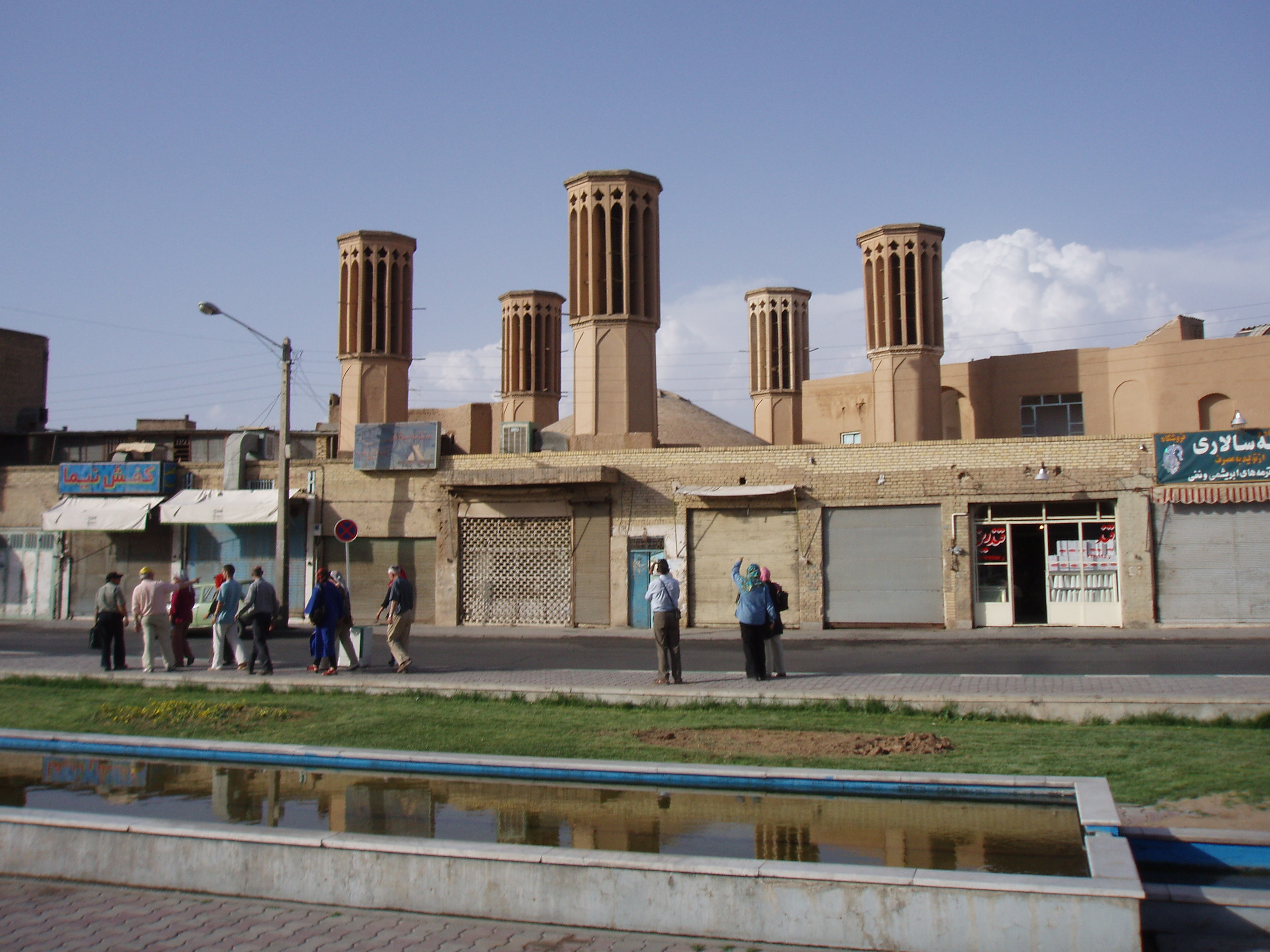
Dawna cysterna, obecnie sala sportowa
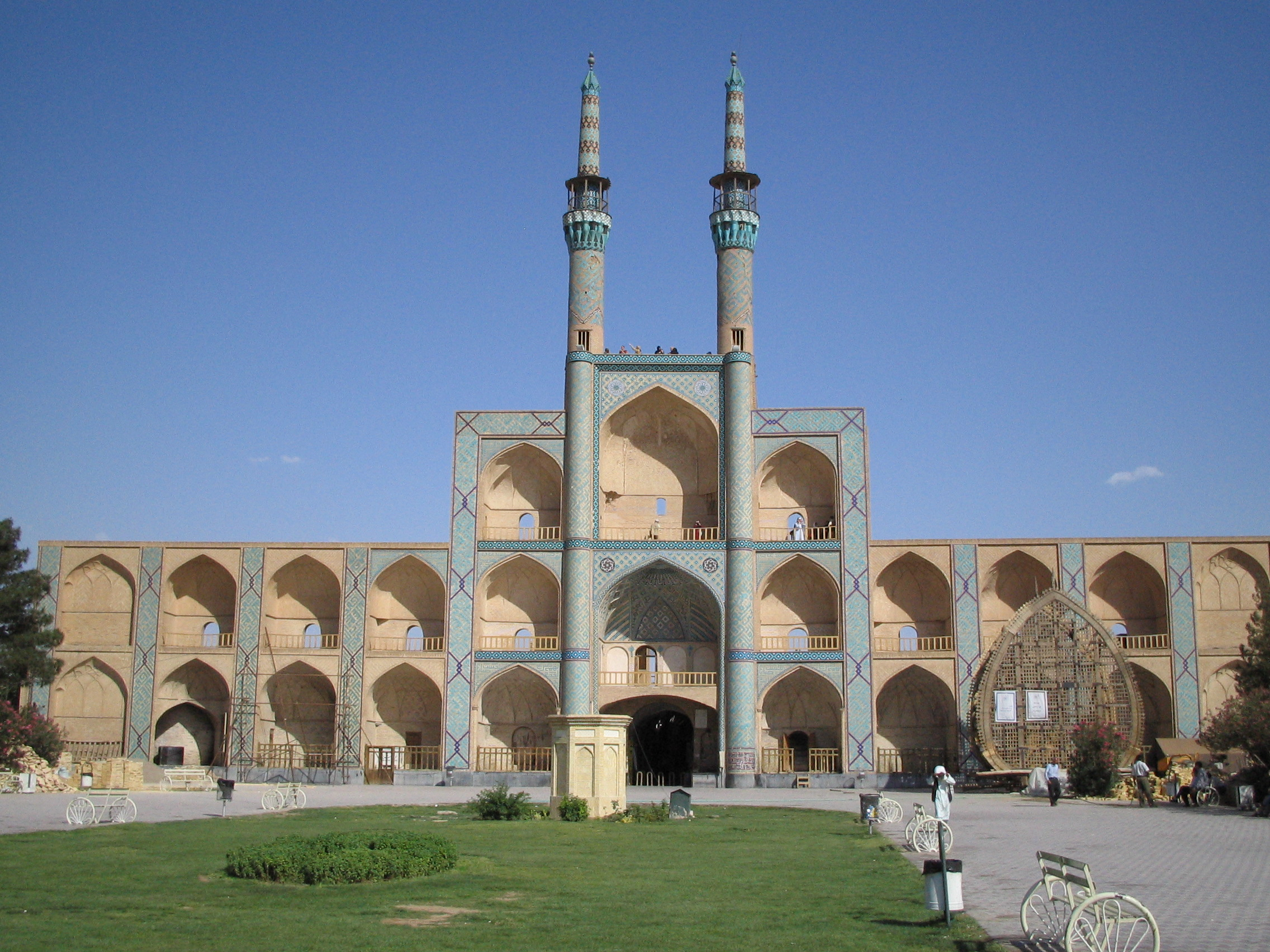
Kompleks Amir Czakmagh

## Miasta partnerskie
- Jászberény